# 納赫特湖
60°18′34″N 55°02′27″E / 60.309385°N 55.040758°E
納赫特湖（俄语：Нахты），是俄羅斯的湖泊，位於該國中西部，由彼爾姆邊疆區負責管轄，處於蓋內區，面積2.28平方公里，海拔高度130米，平均水深3.5米。